# Bjurån (Västerbotten)
För andra betydelser, se Bjurån.
Bjurån - vattendrag i Västerbotten, Skellefteå kommun. Vänsterbiflöde till Skellefteälven. Längden är cirka 30 km. Bjurån rinner upp cirka 5 km sydväst om Boliden och rinner förbi byarna Bjurström, Norra Grundfors, Löparnäs, Bjurån, Medlebodarna och Myckle, där den mynnar i Skellefteälven. Största biflöde till Bjurån är Stöverån.  
Bjur torde vara detsamma som bäver.